# Eucharidema plesiozona
Eucharidema plesiozona là một loài bướm đêm trong họ Geometridae.